# Фоторобот

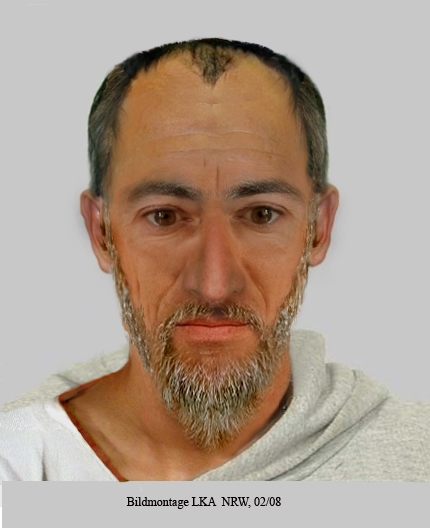
Фоторобот Апостола Павла

Фоторо́бот (фотокомбини́рованный портре́т, фотокомпозицио́нный портре́т) — портрет человека, подобранный из фотографий отдельных частей разных лиц: глаз, носа, рта, волос, усов и т. д. Это один из методов в криминалистике для составления субъективного портрета разыскиваемого лица по показаниям свидетелей. В настоящее время существует компьютерное программное обеспечение для составления субъективного портрета.

## История
В Древнем Египте была система фиксации внешности для сыска преступников. Описания признаков внешности встречаются в судебных материалах Египта возрастом более 2000 лет. Письменную регистрацию преступников начали осуществлять во Франции в XVIII веке. С началом эры фотографии в правоохранительных органах начали составлять альбомы с фото преступника. Изобретателем фотографии под арестом считается французский криминалист Альфонс Бертильон.      
В случае, если потерпевший или свидетель не могли опознать преступника по фото, было необходимо составить портрет, который упростит поиск.    
В 1952 году французский криминалист Поль Шабо, районный комиссар, возглавлявший региональное управление полиции в Лилле, предложил использовать наборы фрагментов фотоснимков лиц в качестве основы для портретной композиции.  
В 1960-х в ВНИИ МВД СССР «Идентификационный комплект рисунков». Комплект состоял из 1037 рисунков элементов лиц мужского пола и 724 рисунков элементов лиц женского пола, на которых изображения элементов головы и лица (прически, брови, глаза, носы, губы, подбородки, ушные раковины, морщины и складки кожи и такие сопутствующие элементы, как головные уборы и очки) представлены на прозрачных пленках (диапозитивах). Рисунки выбирались и вносились в портрет по указанию очевидца. В последующем комплект рисунков был доработан и дополнен. 
Также использовались приборы линейного типа. В них применялись парные катушки с намотанной фотопленкой с изображениями частей лица. При использовании 10 снимков можно было получить 1000 комбинаций.  
В 1990-е годы в составлении фоторобота начали применять компьютерные программы.  

## Сходство фоторобота и оригинала
Существует проблема автоматического сравнения фотороботов с оригинальными фотографиями по причине недостижимости устойчивого поиска фотопортретов-оригиналов по фотороботам в реальных сценариях. Методом повышения индекса подобия в паре фоторобот/фотопортрет, основанным на вычислении среднего фоторобота из сформированной популяции выявляется схожесть с портретами-оригиналами. При этом сформированные фотороботы отвечают требованиям правдивого сценария, поскольку учитывают возможность неполной информации в словесных портретах.

## В массовой культуре
- В 1962 году вышел фильм Portrait-robot[7][8]. По сюжету в Париже происходит волна убийств. Полиция составляет фоторобот преступника, и его черты совпадают с чертами главного героя, журналиста. И он пытается доказать свою невиновность.
- В фильма Фантомас 1964 года комиссар Жюв присутствует во время составления[9] фоторобота. Портрет оказывается похож на героя Луи де Фюнеса.